# Vlag van Westerbork

Vlag van Westerbork
(1966-1998)

De vlag van Westerbork werd op 6 mei 1966 bij raadsbesluit vastgesteld als de gemeentelijke vlag van de Drentse gemeente Westerbork. De vlag kan als volgt worden beschreven:
Gekwartierd van geel en rood op de scheiding van broeking en vlucht; op de broeking een zittende valk met een hoogte van 4/5 van de vlaghoogte, van het een in het ander.
De kleuren van de vlag zijn ontleend aan het gemeentewapen dat door G.A. Bontekoe is ontworpen en in 1948 aan de gemeente was verleend. De valk staat in het wapen in het eerste kwartier en herinnert aan de "witte valkenpacht" die door Westerbork jaarlijks aan de Grote of Sint-Clemenskerk in Steenwijk diende te worden voldaan. Dit is het enige deel van het wapen dat naar een historisch feit verwijst. De overige kwartieren verwijzen naar legenden en zijn niet in de vlag opgenomen.
In 1998 ging Westerbork op in de nieuw gevormde gemeente Midden-Drenthe, toen nog Middenveld genaamd. Hierdoor kwam de gemeentevlag te vervallen.

## Verwant symbool

Wapen van Westerbork

Anloo 
· Beilen 
· Borger 
· Dalen 
· Diever 
· Dwingeloo 
· Eelde 
· Gasselte 
· Gieten 
· Havelte 
· Nijeveen 
· Norg 
· Odoorn 
· Oosterhesselen 
· Peize 
· Roden 
· Rolde 
· Ruinen 
· Ruinerwold 
· Schoonebeek 
· Sleen 
· Smilde 
· Vledder 
· Vries 
· Westerbork 
· de Wijk 
· Zuidlaren 
· Zuidwolde 
· Zweeloo